# 古里奇·哲尔吉
古里奇·哲尔吉（匈牙利語：Gurics György，1929年1月27日—2013年9月10日），匈牙利男子摔跤运动员。他曾代表匈牙利参加1952年、1956年和1960年夏季奥林匹克运动会摔跤比赛，获得一枚铜牌。